# Викову-де-Сус
Викову-де-Сус (рум. Vicovu de Sus) — город в Румынии, жудеца Сучава.
Расположен в Южной Буковине на расстоянии 389 км севернее столицы г. Бухареста, 53 км северо-западнее от административного центра жудеца г. Сучава. Неподалеко от города находится пункт пропуска на границе Румынии с Украиной — Викову-де-Сус — Красноильск.
Население — 13 053 жителя (2011). Согласно статистическим исследованиям 94,7 % составляют румыны, 5 % цыгане, 0,3 % другие.
Приверженцев Румынской православной церкви — 76,7 %, пятидесятников — 20,9 %,
баптистов — 2 %.

## История
Впервые упоминается в 1466 году, когда Стефан III Великий передал эти земли монастырю Путна. Ранее сельская община, статус города — с 2004 года.

## Персоналии

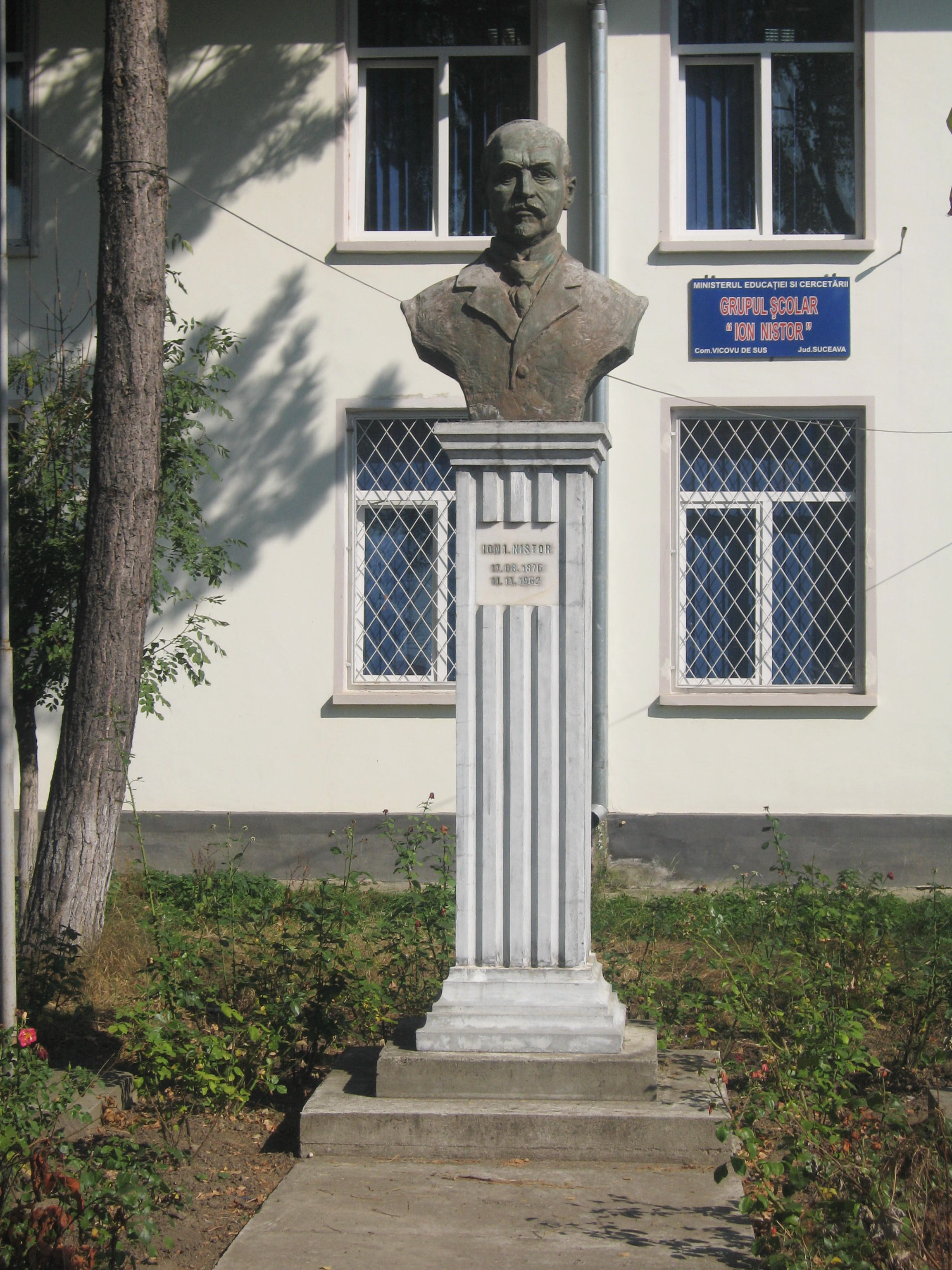
Бюст Иона Нистора в Викову-де-Сус

- Нистор, Ион (1876—1962) — ученый-историк, академик, педагог, ректор, политический и государственный деятель.

## Города-партнёры
- Схарбек